# Dialektologie
Dialektologie je odvětví lingvistiky, které se zabývá studiem nářečí neboli dialektů, a to zejména dialektů regionálních. Dialektology zajímají fonologické, lexikální a gramatické jevy, jimiž se jednotlivé dialekty vzájemně odlišují. Zkoumají také zrod, kontakt, šíření a zánik dialektů. Mezi často diskutované koncepty patří diglosie, dialektové kontinuum a pluricentrismus. Studiu českých nářečí se věnuje dialektologické oddělení Ústavu pro jazyk český Akademie věd České republiky.

Izoglosa mezi dvěma podobami 3. osoby singuláru slovesa haben v německém Falcku

Dialektologie spadá do sociolingvistiky, ale je mnohem starší. Tradiční dialektologie započala již v devatenáctém století pokusy zmapovat rozdíly mezi dialekty na venkově. To dalo za vznik nářečnímu zeměpisu. Jednotlivé nářeční jevy byly zaznamenávány do map, které se souborně vydávaly v jazykových atlasech. Takovým atlasem je například Český jazykový atlas. K zaznamenávání těchto jevů se často používají izoglosy, tzn. čáry, které na mapě vymezují hranici mezi dvěma alternativními jazykovými formami. Jestliže se více izoglos sejde na jednom místě, lze hovořit o hranici mezi dialekty.

## Historie
Dialekty se zabýval například již Dante Alighieri ve své práci zvané De vulgari eloquentia („O řeči lidové“), ovšem autorem jedné z prvních významných prací novodobé dialektologie a nářečního zeměpisu byl až německý jazykovědec Georg Wenker. Ten v 70. letech 19. století začal rozesílat učitelům po celém Německu dotazníky se seznamem vět napsaných ve spisovné němčině a chtěl po nich, aby mu je přepsali v místním dialektu. Zpracování obrovského množství dat, jež tyto dotazníky poskytly, se však ukázalo být nadlidským úkolem. Wenker se nicméně zasloužil o poznatek, že přechod mezi dvěma sousedícími dialekty nebývá náhlý, ale spíše pozvolný, a že na velikosti takového přechodného území se podepisují geografické podmínky (např. hory, řeky, údolí).
Kromě obtíží se zpracováním obrovského množství dat měla tradiční dialektologie i další úskalí. Dialektologové vyhledávali „typické mluvčí“ dialektů – zpravidla starší usedlé venkovské muže – a nezaznamenávali tak variaci napříč celými komunitami. Dalším problémem bylo to, že fonetická transkripce, která se často prováděla přímo v terénu, nemusela být vždy jednotná a přesná.
Významné změny přišly se vznikem sociolingvistiky v druhé polovině 20. století. Tak například roku 1959 publikoval Charles Ferguson svůj vlivný článek s názvem „Diglossia“, v němž popisuje situaci dvou vzdáleně příbuzných jazykových variet, z nichž každá plní jiné funkce. Významný milník přinesl též americký jazykovědec William Labov, který v 60. a 70. letech zkoumal mluvenou angličtinu v New Yorku. Nových zjištění a metod, jež přinesla sociolingvistika měst, potom využili J. K. Chambers a Peter Trudgill ve své učebnici Dialectology, vydané roku 1980, a dali tak vzniknout novému přístupu v dialektologii.

## Metody sběru dat
Ke sběru dat o regionálních dialektech a k výběru informanta, od kterého je shromažďujeme, se používá celá řada metod. Raný výzkum dialektů, zaměřený na dokumentaci nejkonzervativnějších forem regionálních dialektů nejméně kontaminovaných pokračující změnou nebo kontaktem s jinými dialekty, byl zaměřen především na sběr dat od starších informantů ve venkovských oblastech. V poslední době se pod sociolingvistikou dialektologie začala více zajímat o probíhající jazykové inovace, které odlišují regiony od sebe navzájem, a přitahuje tak větší pozornost k řeči mladších mluvčích v městských centrech.
Některá z nejranějších odvětví dialektologie shromažďovala údaje pomocí písemných dotazníků, v nichž měli informanti odpovídat na otázky ohledně vlastností svého dialektu. Tato metodologie zaznamenala v posledních desetiletích návrat, zejména díky dostupnosti online dotazníků, které mohou s nízkými náklady shromažďovat údaje od velkého počtu informantů.
Výzkum dialektů ve 20. století využíval ke shromažďování údajů převážně osobní rozhovory. Existují dva hlavní typy dotazníků – přímé a nepřímé. Vědci, kteří při osobních rozhovorech používají přímou metodu, představí informantovi soubor otázek, které vyžadují konkrétní odpověď a jsou určeny ke shromažďování lexikálních nebo fonologických informací. Lingvista může například požádat subjekt, aby pojmenoval různé předměty nebo aby zopakoval určitá slova.
Nepřímé dotazníky obsahují většinou otevřené otázky a jejich vyplnění trvá déle než u přímých dotazníků. Výzkumník využívající tuto metodu se posadí k subjektu a zahájí konverzaci na konkrétní téma. Může se například ptát na otázky týkající se práce na farmě, jídla, vaření nebo jiného tématu a shromažďovat tak lexikální a fonologická data z informací poskytnutých subjektem. Výzkumník může také zahájit větu, ale nechat subjekt, aby ji dokončil za něj, nebo položit otázku, která nevyžaduje konkrétní odpověď, například „Jaké jsou nejběžnější rostliny a stromy v okolí?“ Pro dialektologické účely se využívá také sociolingvistický rozhovor, při kterém se informátoři účastní dlouhodobé otevřené konverzace, která jim má umožnit produkovat velké množství řeči v lidovém jazyce.
Zatímco lexikální, fonologické a inflekční variace lze snadno rozlišit, mnohem obtížnější je shromáždit informace týkající se větších forem syntaktických variací. Dalším problémem je, že informanti se mohou cítit nesmělí a zdržet se používání nářečí.
Vědci mohou shromažďovat příslušné výňatky z knih, které jsou zcela nebo částečně napsány v dialektu. Hlavní nevýhodou je, že může být obtížné ověřit autenticitu materiálu. Příchod sociálních médií umožnil shromažďovat velké objemy příspěvků se zeměpisnou polohou z platforem, jako je Twitter, pro dokumentaci regionálních rozdílů v jazyku těchto příspěvků.

## Vzájemná srozumitelnost
Vědci se pokoušeli odlišit dialekty od národních jazyků a tvrdí tedy, že dialekty stejného jazyka jsou vzájemně srozumitelné. Níže citovaný příklad italského a španělského jazyka poukazuje na neudržitelnost přímé aplikace tohoto kritéria. Zatímco rodilí mluvčím těchto dvou jazyků si mohou užívat vzájemné srozumitelnosti od malé až po výraznou v závislosti na tématu diskuse a zkušenostech mluvčích s jazykovou rozmanitostí, málokdo by klasifikoval italštinu a španělštinu jako dialekty stejného jazyka v jakémkoli jiném smyslu než historickém. Španělština a italština jsou podobné jazyky a do určité míry vzájemně srozumitelné, ale fonologie, syntax, morfologie a lexikum jsou natolik vzdálené, že tyto dva jazyky nelze považovat za dialekty stejného jazyka (ale lze jim přiřadit stejného původce – latinu).

## Diglosie
Další problém představuje diglosie, která se používá pro popis situace, ve které v určité společnosti existují ve stejnou chvíli dva úzce související jazyky – jeden prestižnější, používaný vládou a ve formálních textech, a druhý méně prestižní mluvený lidový jazyk. Příkladem tohoto jevu je např. sanskrt, který byl v severní Indii považován za správný způsob mluvy, avšak dostupný pouze vyšší vrstvě společnosti, a prákrt, který byl běžnějším a neformálnějším jazykem.
Různé stupně diglosie můžeme najít v mnoha společnostech po celém světě.

## Dialektové kontinuum

Hlavní dialektová kontinua v Evropě v polovině 20. století

Dialektové kontinuum je síť dialektů, ve které jsou geograficky sousedící dialekty vzájemně srozumitelné, ale kde s přibývající vzdáleností srozumitelnost postupně klesá. Příkladem je kontinuum nizozemštiny a němčiny – rozsáhlá síť dialektů se dvěma uznávanými formálními standardy. Přestože vzájemná srozumitelnost mezi spisovnou nizozemštinou a spisovnou němčinou je velmi limitovaná, spojuje je řetězec dialektů. Vlivem několikasetletého vlivu spisovných jazyků (zejména v severním Německu, kde dnes původní dialekty bojují o přežití) dnes existuje mnoho narušení srozumitelnosti mezi geograficky sousedícími dialekty podél kontinua. V minulosti tato narušení v podstatě neexistovala.
Románské jazyky – galicijština/portugalština, španělština, sicilština, katalánština, okcitánština/provensálština, francouzština, sardština, rumunština, románština, furlanština, další italské, francouzské a ibero-románské dialekty a další – tvoří další známé kontinuum s proměnlivým stupněm vzájemné srozumitelnosti.
V obou oblastech – germánské jazykové kontinuum a románské jazykové kontinuum – mohou být výklady pojmu dialekt často chybné, což dodnes vede ke značným problémům při implementaci směrnic Evropské unie týkajících se podpory minoritních jazyků. Toto je nejvíce patrné v Itálii, kde dodnes část populace používá lokální jazyk (dialetto – dialekt) jako primární způsob dorozumívání doma a, v menší míře, na pracovišti. Problémy však může způsobit terminologické zmatení. Jazyky, které běžně nazýváme italské dialekty, jsou románští příbuzní italštiny, ne její varianty, které nazýváme ‚italiano regionale‘ (regionální italština). Pojmenování italský dialekt, jak se běžně používá, je vhodností významu spíše geopolitické než lingvistické – například jazyk boloňský a neapolština jsou označeny jako italské dialekty, přesto jsou si podobné méně než italština a španělština. K nedorozuměním dochází, pokud se „italským dialektem“ rozumí „dialekt italštiny“ spíše než „jazyk menšiny, kterým se mluví na italské půdě“, tj. součást sítě románského jazykového kontinua. Například domorodý románský jazyk v Benátkách je příbuzný s italštinou, ale je zcela odlišný od národního jazyka, co se týče fonologie, morfologie, syntaxe a lexika a v žádném případě není odvozeninou nebo variantou národního jazyka. O benátštině lze říct, že je italským dialektem z hlediska geografického i typologického, ale nejedná se o dialekt italštiny.

## Pluricentrismus
Pluricentrický jazyk je jazyk, který má dvě nebo více standardních forem. Příkladem je hindustánština, zahrnující dvě standardní varianty, urdštinu a hindštinu. Jako další příklad je možné uvést norštinu, kde existují dvě oficiální spisovné formy – Bokmål, vyvinutý spolu s dánštinou a švédštinou, a Nynorsk, částečně rekonstruovaný jazyk založený na starých dialektech.